# 罗伯特·明顿
罗伯特·明顿（英語：Robert Minton，1904年7月13日—1974年9月），生于纽约州，美国男子雪车运动员。他曾代表美国参加1932年冬季奥林匹克运动会雪车比赛，搭档约翰·希顿获得男子双人铜牌。